# Theriognathus
Theriognathus (van het Griekse therion: beest, zoogdier, Grieks, gnathos, 'kaak') is een geslacht van uitgestorven therocephalide therapsiden behorend tot de familie Whaitsiidae, bekend van fossielen uit Zuid-Afrika, Zambia en Tanzania. Theriognathus leefde tijdens de Laat-Perm. Hoewel Theriognathus 'zoogdierkaak' betekent, bestaat de onderkaak eigenlijk uit verschillende botten zoals bij moderne reptielen, in tegenstelling tot de situatie bij zoogdieren. Theriognathus vertoonde een mengeling van basale en afgeleide kenmerken. Theriognathus had bijvoorbeeld hoektanden zoals zoogdieren, en een secundair verhemelte, maar meerdere botten in de onderkaak en een gewricht tussen het articulare en quadratum, allemaal kenmerken van basale Synapsida. Er wordt gespeculeerd dat Theriognathus ofwel carnivoor of omnivoor was op basis van zijn tanden, en geschikt was voor de jacht op kleine prooien in het kreupelhout. Deze synapside had een slank profiel als een zoogdierroofdier, met een smalle snuit en was ongeveer een meter lang. Theriognathus wordt vertegenwoordigd door zesenvijftig exemplaren in het fossielenbestand.

## Naamgeving
De typesoort Theriognathus microps werd in 1876 benoemd door Richard Owen op basis van specimina in Zuid-Afrika, gevonden door Andrew Geddes Bain. De geslachtsnaam betekent 'zoogdierkaak'. De soortaanduiding betekent 'klein gezicht'. Het holotype is BMNH 47065, een schedel.
Notosollasia en Notaelurops uit Tanzania zijn wellicht synoniemen. In 1980 werden als verdere soorten Theriognathus major en Theriognathus laticeps benoemd. De geslachten Whaitsia, Alopecopsis, Hyenosaurus, Moshorhynchus en Aneugomphius worden ook synoniemen van Theriognathus geacht. Ze waren door Robert Broom apart gezet wegens een vermeend gebrek aan postcanine tanden in de onderkaken, in feite een artefact van slechte fossilisatie. In 2015 werd gesteld dat al dit materiaal in feite één soort vertegenwoordigt met een grote variabiliteit ten gevolge van allometrie.

## Beschrijving/paleobiologie
Theriognathus is ongeveer een meter lang.

### Schedel
De schedel is zo'n tien centimeter lang. De snuit loopt breed naar voren uit maar is toch veel smaller dan het sterk verwijde achterste deel van de kop. Hierin liggen tussen de jukbeenderen en squamosa zeer grote vensters die krachtige kaakspieren bergen. Die vensters vormen ook het begin van een secundair meer voorste kaakgewricht door te articuleren met een uitsteeksel van de onderkaak. Het bovenprofiel van de schedel is erg plat zodat de snuit een vrijwel constante hoogte behoudt. De ronde oogkassen zijn groot en steken niet boven het schedeldak uit.

#### Snuit en schedeldak

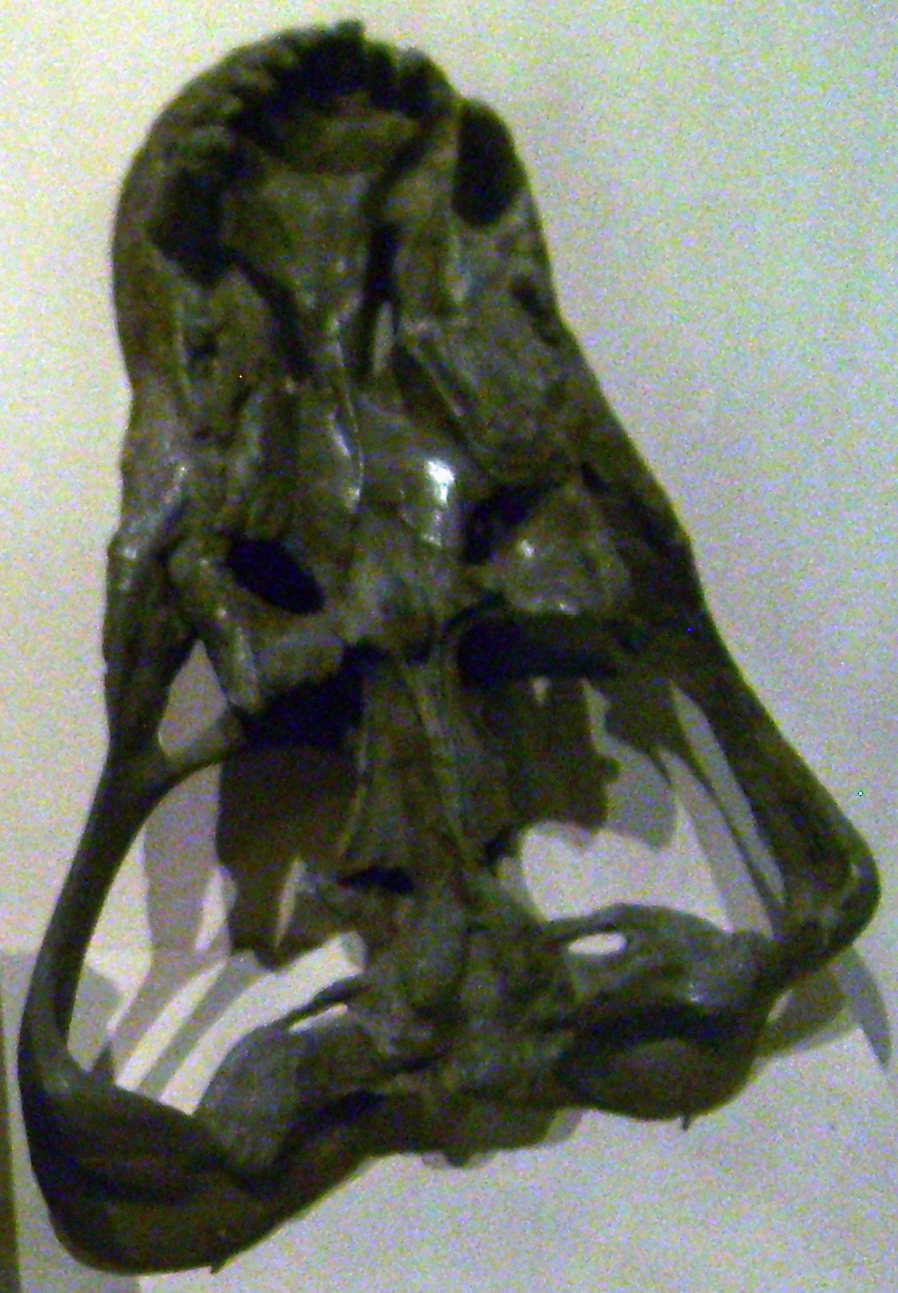
"Notosollasia"

De meest voorste bovenste punt van de premaxilla vormt een rostraal uitsteeksel, dat over de snijtanden hangt, zoals bij de meeste Eutherocephalia. De externe neusgaten zijn relatief groot en zijn naar voren en buiten gericht. Het rostrum is relatief lang en ongeveer even hoog als breed. Direct achter de caniniforme tanden bevindt zich een vernauwing van de snuit, waardoor deze er relatief smal uitziet. Het achterste gebied van de maxillaire gezichtsplaat is onderaan naar binnen gevouwen op het palatale gebied, zoals bij de meeste niet-akidnognathide whaitsiiden. De suborbitale balk onder de oogkas is hoog en enigszins verbreed. Het strekt zich uit van het jukbeen tot het achterste uiteinde van de maxillaire gezichtsplaat, en doet de oogkassen naar elkaar toedraaien zodat die in bovenaanzicht meer driehoekig dan cirkelvormig lijken. De oogkas bevindt zich relatief hoog in de schedel. Het jukbeen heeft een tak naar het postorbitale. De jukbeenboog is erg slank. Neusbeenderen en voorhoofdsbeenderen zijn breed. Het wandbeen raakt de bovenrand van het onderste slaapvenster. De wandbeenderen zijn zeer smal tussen de vensters maar naar achteren verbreed achter het op de middenlijn gelegen foramen parietale. Ondanks die verbreding is de hersenpan smal en de hersenholte is veel kleiner dan bij de zoogdieren. De middenkam over de wandbeenderen is meestal vrij lang, een ander kenmerk dat wordt gedeeld met niet-akidnognathide whaitsiiden. De quadrata en quadratojugalia zijn verminderd in hoogte en bevinden zich in de grote uitholling aan de voorkant van de squamosa. Dat weerspiegelt dat het oorspronkelijke kaakgewricht zijn functie begint te verliezen. In het kader daarvan is het bovenste uitsteeksel van de stijgbeugel bij Theriognathus ook sterk gereduceerd of geheel afwezig. Er is geen neusbeen-traanbeencontact en geen prefrontaal-postorbitaal contact bij volwassen exemplaren.

#### Verhemelte
De palatinale fenestra gaat ter hoogte van de onderste caniniform over in de interne neusholte. Een deel van het ploegschaarbeen scheidt de choanae en draagt gespecialiseerde dwarsuitsteeksels net voor het contact met de premaxilla. De ploegschaarbeenderen zijn ofwel vooraan vergroeid of volledig versmolten. Er zijn nooit palatinale tanden gevonden bij exemplaren van Theriognathus. De verbreding van de pterygoïde richel is aanzienlijk en ziet eruit als naar achteren uitstekende vleugels met een lichte kanteling naar achteren en buiten, een kenmerk dat wordt gedeeld met de meeste therocephaliërs. De interpterygoïde holte is bij volwassen exemplaren van Theriognathus afwezig of extreem verminderd. Theriognathus deelt dit kenmerk met Moschowhaitsia, dat apart ontwikkeld is bij scylacosauriden.

#### Onderkaken

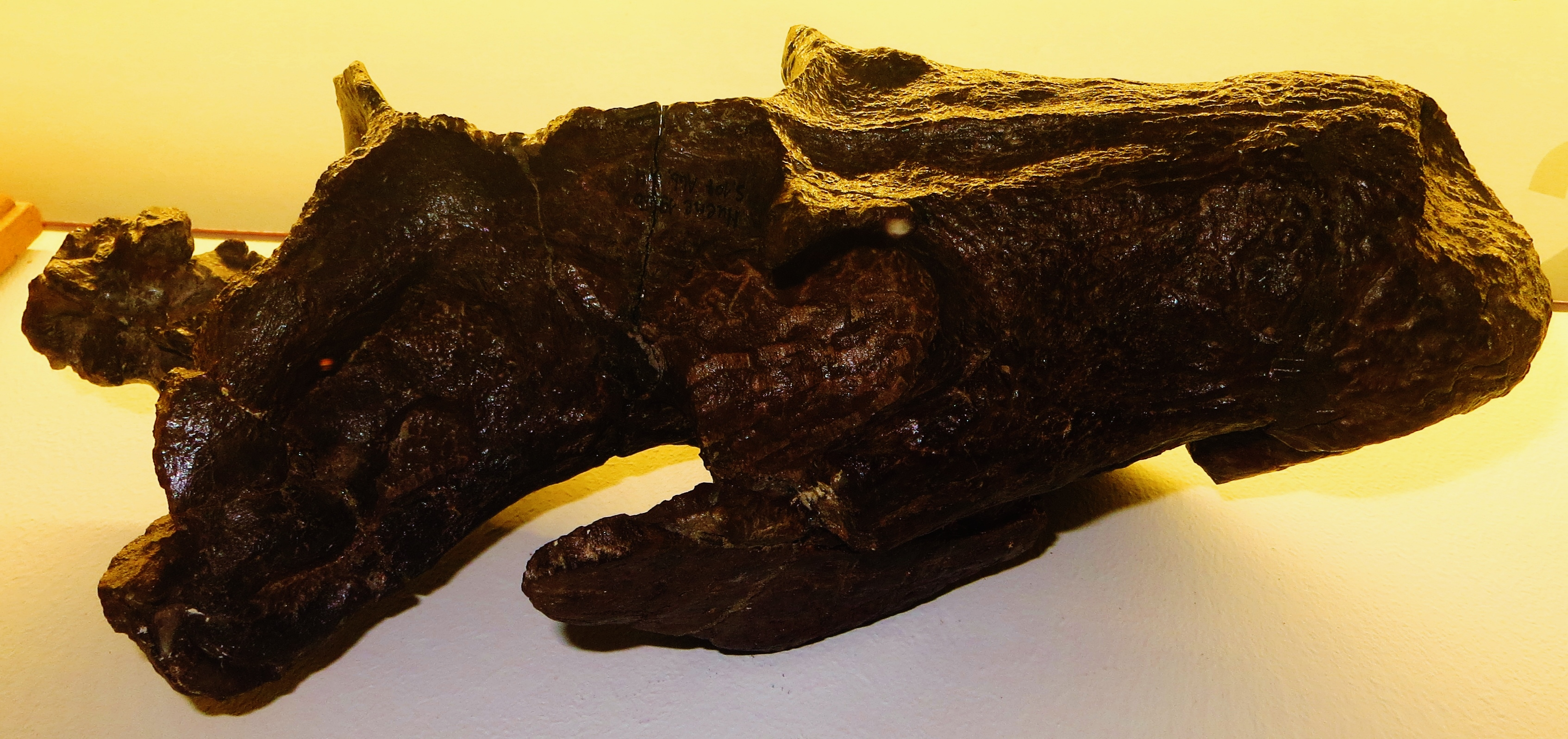
Een schedel uit Tanzania

Het dentarium is kort, heeft de vorm van een naar boven krommende tang en loopt naar voren toe taps toe naar een smalle rand. Het zijoppervlak van het dentarium is glad. Het achterste bovenste uiteinde van het coronoïde uitsteeksel is meer afgerond en de top eindigt onder het midden van de oogkas bij volwassen exemplaren. De postdentaire botten zijn verkleind, een vrijstaand coronoïde uitsteeksel veroorzakend. De naar boven teruggedraaide lamina van het angulare is schopvormig en strekt zich niet uit onder dentarium. Het gebied tussen de linker- en rechterdentaria blijft relatief lang en smal net achter het symphyseale gebied.

#### Tanden
Theriognathus heeft vijf of minder in elkaar grijpende voortanden, die longitudinale groeven hebben. Er zijn vier voortanden in de onderkaak. De voortanden zijn relatief recht en conisch. De bovenste hoektand is zeer groot bij volwassen exemplaren en steekt naar beneden uit tot onder de onderrand van de onderkaak. Achter die hoektand draagt de bovenkaak geen functionele postcanine tanden. In plaats daarvan is er een richel. Het is daarom gedacht dat kleine prooien heel werden ingeslikt; een exemplaar bewaart inderdaad een prooiskelet in de buikholte. Een alternatieve verklaring is dat de richel een hoornplaat droeg voor het verwerken van plantenmateriaal. De snijranden van de voortanden zijn glad geribbeld. De hoektanden van de onderkaken zijn groot bij volwassenen, en achter de hoektanden staan postcanine tanden in de onderkaak.

### Postcrania
Het schaambeen en het zitbeen liggen horizontaal in elkaars verlengde, met een brede puboischiatische plaat.

### Bothistologie
Ricqlès (1969) suggereerde differentiële groeisnelheden tussen een basale therocephaliër uit het Midden-Perm van Zuid-Afrika en de laat-Perm whaitsiide Notosollasia (nu synoniem met Theriognathus). Volgens Ricqlès is de straal van de middenschachtbotwand van het spaakbeen van Theriognathus extreem dik en heeft het een gereduceerd mergholte zonder poreuze structuren. Het vasculaire motief is voornamelijk longitudinaal en radiaal. Ricqlès suggereerde dat therocephaliërs later in hun evolutionaire geschiedenis mogelijk versnelde groeisnelheden vertoonden gezien het relatief meer gevasculariseerde corticale bot in het spaakbeen van de whaitsiide.
Het dijbeen heeft ook een relatief dikke wand wat verband kan houden met impactbelasting. Het dikke corticale bot is gemaakt van veel primaire osteonen in een parallelle en geweven vezelmatrix. Er zijn talrijke lacunes van osteocyten die een bolvorm hebben binnen de groeizones, maar meer lensvormig en geordend in de buurt van groeiringen. De cortex heeft een matige hoeveelheid vascularisatie. Het patroon en het aantal groeiringen duidden op een zekere mate van plasticiteit in de groeistijl van Theriognathus.

## Classificatie
In 1980 werden de meeste Whaitsiide geslachten synoniem met Theriognathus, waardoor twee nieuwe soorten ontstonden. Theriognathus major was de nieuwe combinatie voor Whaitsia major, en Theriognathus laticeps was de nieuwe combinatie voor Notosollasia laticeps. Van Whaitsiiden als Theriognathus werd ooit gedacht dat ze nauw verwant waren aan cynodonten, en men dacht zelfs dat ze de voorouders waren van Cynodontia. Een onderzoek uit 2008 wees uit dat Therocephalia parafyletisch was en plaatste Theriognathus als de zustergroep van Cynodontia. In 2009 ontdekte een andere fylogenetische analyse van therocephaliërs dat de groep monofyletisch was en Theriognathus in een diep geneste positie binnen de clade geplaatst was. Hij is dan de eerste benoemde therocephaliër.